# Грбић
Грбић је српскохрватско презиме. Може се односити на следеће особе:
- Боривоје Грбић (1972), српски стваралац стрипа и графичких романа
- Владимир Грбић (1970), бивши српски одбојкаш
- Иво Грбић (1996), хрватски фудбалски голман
- Марија Омаљев-Грбић (1982), хрватска глумица
- Матија Грбић (1505–1559), хрватско-немачки хуманиста, класични филолог и преводилац.
- Миодраг Грбић (1901–1969), српски археолог и кустос
- Мирај Грбић (1976), босанско-амерички глумац
- Никола Грбић (1973), српски одбојкаш
- Петар Грбић (1988), црногорски фудбалер
- Чедо Грбић (1921–1994), хрватски српски политичар